# 1.º Esquadrão de Cavalaria Paraquedista
O 1.º Esquadrão de Cavalaria Paraquedista é uma organização do Exército Brasileiro sediada no Rio de Janeiro e subordinada à Brigada de Infantaria Paraquedista, para a qual serve de tropa de reconhecimento e segurança. Ele é equipado com motocicletas off-road, veículos leves 4x4 como o Agrale Marruá e Land Rover Defender e blindados 6x6 Guarani, que podem ser desembarcados pelas aeronaves KC-390 da Força Aérea Brasileira após a ocupação de uma pista de pouso por outros paraquedistas.
A ideia da cavalaria paraquedista surgiu nas reformas militares dos anos 70, como um equivalente na Brigada de Infantaria Paraquedista aos esquadrões de cavalaria mecanizada presentes nas demais brigadas de infantaria. O Exército Argentino também tem um esquadrão de cavalaria paraquedista, e o Exército Francês tem um regimento de hussardos paraquedistas.
O esquadrão foi criado em 1981, com instalação prevista na área da antiga Escola de Veterinária, no bairro de Guadalupe. Em vez disso, o primeiro mês foi passado numa barraca atrás do quartel-general da brigada. Em seguida ele passou por várias instalações provisórias até a sua atual em 1993, num prédio próximo ao Morro do Gigante, aproveitando um espaço usado por outras organizações anteriores. Estas mudanças são representativas do tempo passado por cada organização paraquedista até conseguir instalações definitivas.
Originalmente, planejava-se um esquadrão mecanizado. Testes de lançamento chegaram a ser realizados com o blindado EE-3 Jararaca, da Engesa, mas o esquadrão permaneceu somente motorizado, equipado apenas com motocicletas e jipes. Esta era sua peculiaridade entre os esquadrões de cavalaria, pois todos os outros tinham blindados. Somente em 2021 o esquadrão recebeu o Guarani, o primeiro blindado a ser operado pelos paraquedistas. O Guarani integra as Seções de Mísseis Anticarro dos Pelotões de Cavalaria Paraquedista, onde se espera que receberá o míssil Spike. Afora isso, o armamento consiste em morteiros de 60 e 81 milímetros, canhões sem recuo Carl Gustav e ALAC/AT-4, metralhadoras FN MAG e fuzis Imbel IA2.